# Кіпген Шехкхолен
Кіпген Шехкхолен (англ. Shehkholen Kipgen; 1945 — 3 березня 2005) — індійський дипломат. Надзвичайний і Повноважний Посол Індії в Україні (2002—2005).

## Біографія
Народився у 1945 році.
З 1974 по 1976 — аташе, помічник секретаря в МЗС Індії.
З 1976 по 1979 — другий, перший секретар Верховного комісаріату (Посольства) Індії в Малайзії.
З 1979 по 1980 — перший секретар, спеціальний помічник Верховного комісара Індії у Великій Британії.
З 1980 по 1982 — Тимчасовий Повірений у справах Індії в Республіці Суринам.
З 1982 по 1984 — заступник начальника управління МЗС Індії.
З 1984 по 1987 — перший секретар, заступник Верховного комісара Індії в Австралії.
З 1987 по 1990 — заступник Верховного комісара у Нігерії, Тимчасовий Повірений у справах Індії в Камеруні.
З 1990 по 1994 — Верховний комісар (Посол) Індії в Корейській Народній Демократичній Республіці.
З 1994 по 1997 — Верховний комісар (Посол) Індії в Зімбабве.
З 1998 по 2002 — Верховний комісар (Посол) Індії в Новій Зеландії.
З 2002 по 2005 — Надзвичайний і Повноважний Посол Індії в Україні.